# Vattetot-sur-Mer
Vattetot-sur-Mer är en kommun i departementet Seine-Maritime i regionen Normandie i norra Frankrike. Kommunen ligger i kantonen Fécamp som tillhör arrondissementet Le Havre. År 2022 hade Vattetot-sur-Mer 326 invånare.

## Befolkningsutveckling
Antalet invånare i kommunen Vattetot-sur-Mer
| Referens: INSEE |